# Perl (gmina)
Perl – miejscowość i gmina w zachodnich Niemczech, w kraju związkowym Saara, w powiecie Merzig-Wadern.

## Geografia
Gmina leży na prawym brzegu Mozeli (na przeciwnym leży Schengen), przy trójstyku Niemcy-Luksemburg-Francja.
Gmina ma powierzchnię 75,06 km², zamieszkuje ją 7593 osób (2010). Najwyższym punktem gminy jest Schneeberg w pobliżu Eft, na granicy niemiecko-francuskiej.
Perl położone jest ok. 52 km na północny zachód od Saarbrücken i ok. 23 km na południowy wschód od Luksemburga.

## Podział administracyjny
Części gminy:
| Nazwa              | Powierzchnia (km²) | Ludność (2007) |
| ------------------ | ------------------ | -------------- |
| Besch              | 7,82               | 1233           |
| Borg               | 7,98               | 307            |
| Büschdorf          | 4,23               | 292            |
| Eft-Hellendorf     | 9,92               | 297            |
| Keßlingen          | 2,34               | 138            |
| Münzingen          | 1,78               | 41             |
| Nennig             | 9,73               | 1035           |
| Oberleuken         | 7,14               | 515            |
| Oberperl           | 3,04               | 479            |
| Perl               | 2,95               | 1831           |
| Sehndorf           | 2,73               | 213            |
| Sinz               | 6,72               | 316            |
| Tettingen-Butzdorf | 4,76               | 339            |
| Wochern            | 3,88               | 167            |

## Historia
W Perl odnaleziono ślady osady z mezolitu oraz miejsca pochówku z epoki żelaza i brązu. Celtyckie nazwy miejscowości oraz rzymskie budynki świadczą o atrakcyjności tego miejsca przez wiele wieków. Rzymska willa w dzielnicy Nenning pochodzi z IV w. i została zniszczona przez Normanów w 882.
Pierwsze pisemne wzmianki o Perl pochodzą z IX w. Okoliczne obszary należały kolejno do Trewiru, Luksemburga, Lotaryngii, Francji i Habsburgów. Po kongresie wiedeńskim Perl został włączony do Prus, od 1946 leży w Saarze. Gmina Perl powstała w latach 70. XX w. z połączenia 14 mniejszych gmin.

## Demografia
|                 | 1939 | 1950 | 1961 | 1970 | 1974 | 2004 | 2005 | 2006 | 2007 |
| Liczba ludności | 6145 | 5776 | 6100 | 6539 | 6540 | 6812 | 6934 | 7034 | 7266 |

## Polityka

### Burmistrzowie
- od 1 listopada 2007: Bruno Schmitt, SPD
- 1989 – 31 października 2007: Anton Hoffmann, CDU

4 marca 2007 odbyły się wybory na wójta:
- CDU: Cilli Willkomm 39,50%
- SPD: Bruno Schmitt 60,50%

## Rada gminy
Rada gminy składa się z 33 członków:
|      |                                   | CDU  | SPD  | FDP  | Razem |
| 2004 | Miejsca                           | 19   | 6    | 2    | 27    |
|      | Porównanie z poprzednimi wyborami | +2   | -3   | +1   | –     |
|      | Procent                           | 68,4 | 24,5 | 7,1  | 100   |
|      | Porównanie z poprzednimi wyborami | +5,6 | -7,0 | +1,4 | –     |

## Zabytki i atrakcje
Besch
- gom mieszkalny przy Deichstraße, z 1814
- kaplica przycmentarna z 1869
- dwa krzyże przy Friedhofstraße, z 1616 i 1688
- zabudowania opactwa, młyn (XVIII/XIX w.)
- kościół z 1848–1849, projekt Alexiusa Faure
- krzyże normańskie z 1688

Borg
- kościół parafialny pw. św. Jana (St. Johannes) z 1921, odbudowany w latach 1948–1949
- zrekonstruowana willa rzymska Borg

Büschdorf
- kaplica pw. św. Michała (St. Michael) z 1867

Eft-Hellendorf
- kaplica pw. św. Maternusa (St. Marternus) z 1855
- Kościół parafialny pw. św. Filipa i Jakuba (St. Philipp und Jacob) z wyposażeniem, projekt André Streng
- kapliczka z XVIII w. przy Merziger Straße

Keßlingen
- kościół filialny pw. św. Jakuba (St. Jakobus), chór z XV w. wieża z XVIII w.
- krzyż przy Kapellenweg, z 1736

Münzingen
- krzyż przydrożny przy Gliederbachstraße, z XVIII w.

Nennig
- wieża ciśnień z XIX w.
- nastawnia kolejowa z XIX w.
- kościół parafialny pw. św. Marcina (St. Martin)
- plebania z 1754
- kaplica z XIX w.
- willa rzymska
- zamek Berg
- ruiny zamku Bübingen
- kaplica pw. św. Sebastiana (St. Sebastian) z 1877

Perl
- dziewięć podwójnych domów przy Bahnhofstraße, z 1926–1927
- kościół parafialny pw. św. Gerwazego i Protazego (St. Gervasius und Protasius)
- kaplica pw. św. Kwiryniusza (St. Quirinius) z 1700–1712,
- pałac Nellów z 1733
- budynek opactwa, obecnie dom, z 1733

Sehndorf
- kaplica pw. św. Marii (St. Marien) z 1842

Sinz
- kościół pw. św. Dionizego (St. Dionysius)

Tettingen-Butzdorf
- kościół pw. św. Remigiusza (St. Remigius) z 1851, projekt Josefa Weisa

Wochern
- zabudowania klasztoru Rettel z 1767
- dwa krzyże przy Nikolausstraße, z 1802 i 1812
- cztery domy przy Nikolausstraße, z 1842 i 1851
- kaplica pw. św. Mikołaja i Bernarda (St. Nikolaus und St. Bernhard), chór z XV w.

## Infrastruktura
Perl jest jedyną gminą w Saarze, gdzie uprawia się winorośl. Oznacza to, że saarlandzkie wina pochodzą jedynie znad Mozeli. Perl należy do regionu winiarskiego Mozela (wcześniej Mozela-Saara-Ruwer).
W Perl znajdowała się siedziba firmy importującej leki Kohlpharma, siedzibę przeniesiono do Merzig, jednak niektóre działy przedsiębiorstwa pozostały tutaj.

### Transport

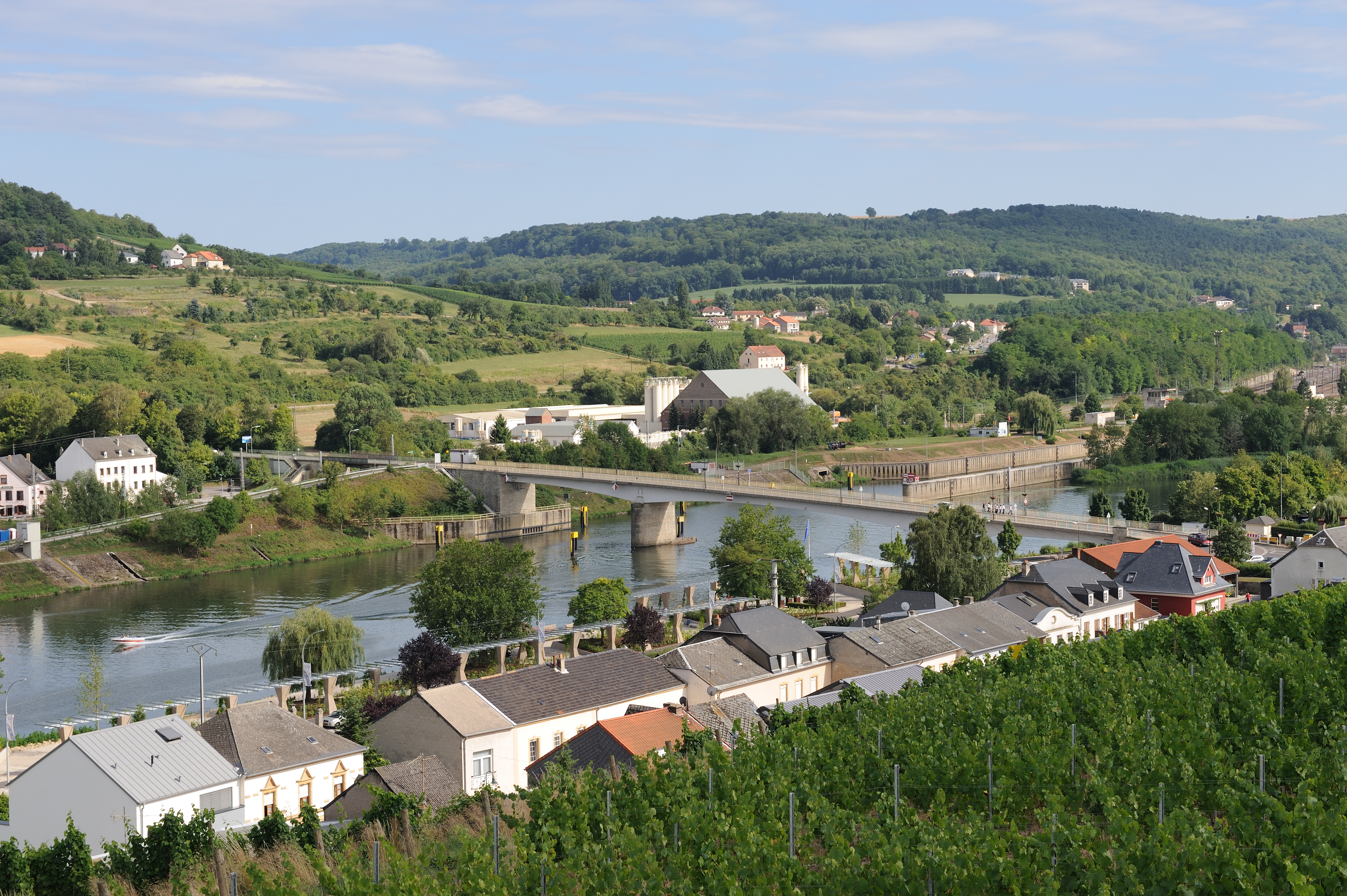
Most w Schengen

Poprzez autostradę A8 Perl ma usprawnioną komunikację z Luksemburgiem i Belgią.
Gmina z Francją połączona jest dzięki drodze krajowej B419, która biegnie doliną Mozeli. Przy granicy łączy się z drogą B407.
Przez gminę (wzdłuż Mozeli) przebiega linia kolejowa Metz – Koblencja. Przez wiele lat linia za Perl w kierunku Metz była używana wyłącznie do przewozów towarowych. Ruch osobowy za granicę został rozpoczęty 10 czerwca 2007. Tym samym Perl ma połączenia z dworcami TGV w Metz i Thionville.
W Perl znajduje się stacja kolejowa i dwa przystanki:
- Perl
- Besch
- Nennig

## Osoby

### urodzone w Perl
- Karl Eduard Heusner(inne języki) (ur. 1843, zm. 1891), admirał
- Aloysius Winter(inne języki) (ur. 1931), teolog
- Rudolf Heinz(inne języki) (ur. 1937), filozosf, psychoanalityk
- Edmund Kütten(inne języki) (ur. 1948), polityk

### związane z gminą
- Christian Bau(inne języki) (ur. 1971), kucharz